# Campomanesia espiritosantensis
Campomanesia espiritosantensis är en myrtenväxtart som beskrevs av Leslie Roger Landrum. Campomanesia espiritosantensis ingår i släktet Campomanesia och familjen myrtenväxter. IUCN kategoriserar arten globalt som sårbar. Inga underarter finns listade i Catalogue of Life.